# Rancho Mirage
Rancho Mirage är en stad utanför Palm Springs i södra Kalifornien.
Rancho Mirage är bland annat känt för det behandlingshem för alkoholister som USA:s förra presidentfru Betty Ford instiftat, The Betty Ford Center.